# Srbljani
Srbljani är ett samhälle i Bosnien och Hercegovina.   Det ligger i entiteten Federationen Bosnien och Hercegovina, i den västra delen av landet, 220 km nordväst om huvudstaden Sarajevo. Srbljani ligger 346 meter över havet och antalet invånare är 1 144.
Terrängen runt Srbljani är kuperad söderut, men norrut är den platt. Runt Srbljani är det ganska tätbefolkat, med 93 invånare per kvadratkilometer.. Närmaste större samhälle är Bihać, 11,8 km sydväst om Srbljani. 
I omgivningarna runt Srbljani växer i huvudsak lövfällande lövskog.